# Palazzo Buondelmonti

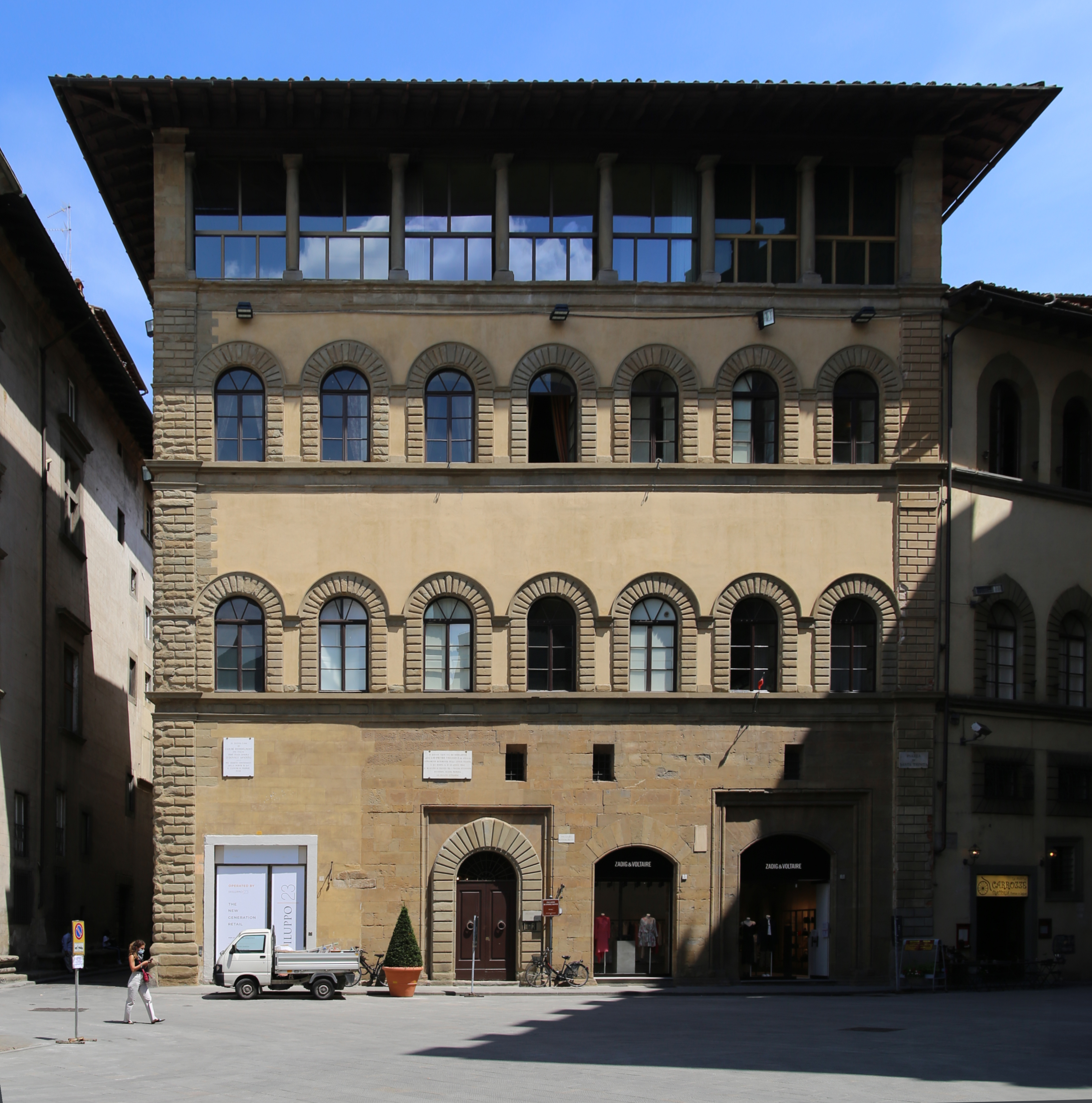
Fachada do Palazzo Buondelmonti.

O Palazzo Buondelmonti é um palácio de Florença que se encontra na Piazza Santa Trinita.

## História e arquitectura
O palácio pertenceu, inicialmente, à família Cambi, sendo depois cedido aos Buondelmonti, os quais iniciaram a reestruturação do edifício a partir do início do século XVI, completando a fachada por volta de 1525. A família Buondelmonti, uma das mais antigas de Florença, teve algumas propriedades no Borgo Santi Apostoli durante a Idade Média, sendo muito ligada à Chiesa di Santa Trinita, e aos valombrosanos em geral, pois o fundador daquela congregação, São João Gualberto, tinha nascido na sua família.
O palácio é um típico exemplo de construção residencial das famílias patrícias florentinas desenvolvidas de finais do século XV, apresentando uma forma mais sóbria que os grandes palácios da primeira metade daquele século (como o Palazzo Strozzi ou o Palazzo Medici). Em particular, se quisermos encontrar os modelos desta tipologia decorativa, devemos olhar para o Palazzo Gondi, na Piazza San Firenze (de Giuliano da Sangallo) ou para o Palazzo Guadagni, na Piazza Santo Spirito.

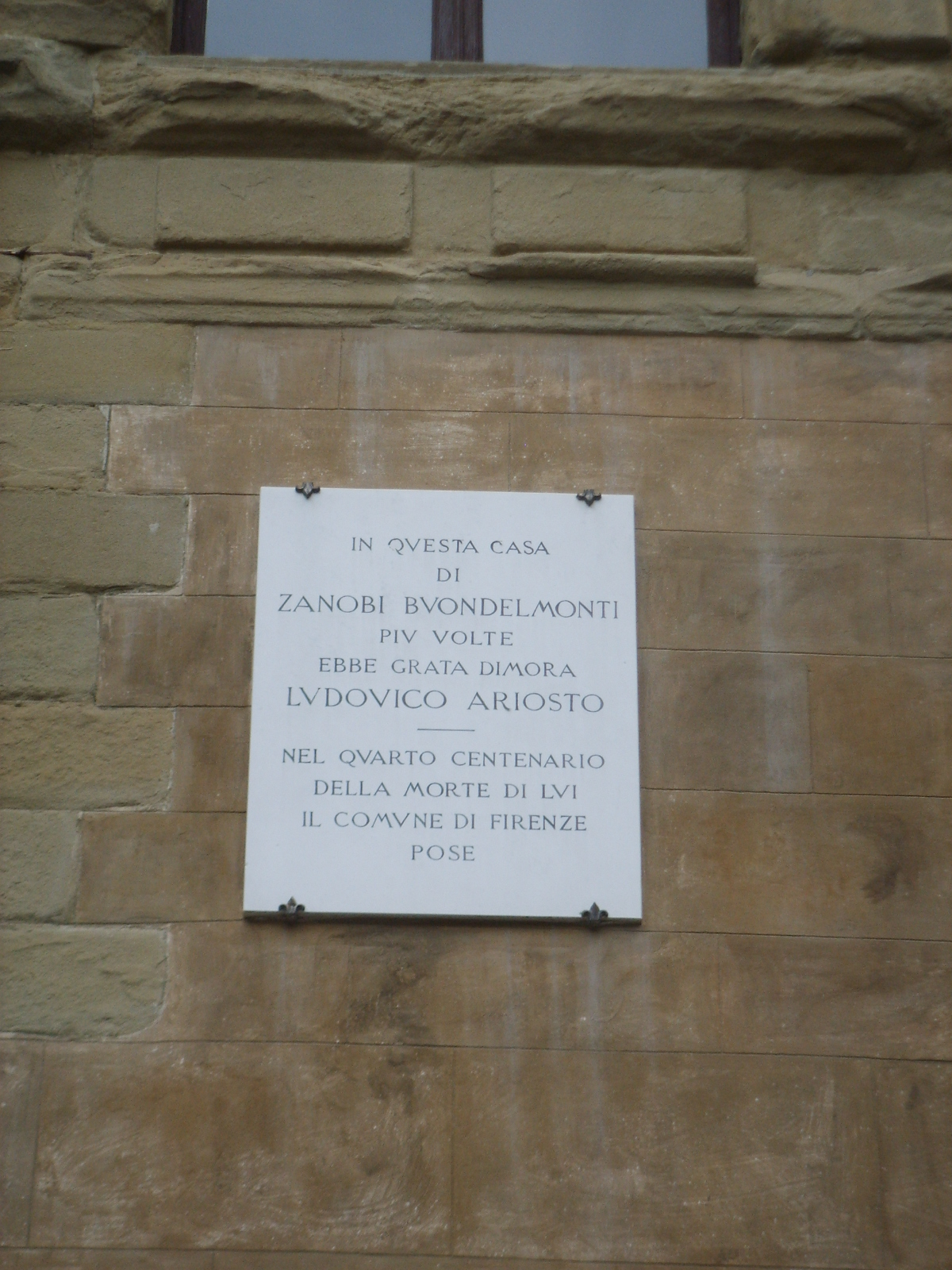
Placa que assinala a passagem de Ludovico Ariosto pelo palácio

O edifício apresenta-se com os típicos três andares, com duas ordens de janelas contornadas por molduras simples em pedra e com uma loggia no último andar. Nos cunhais está presente o revestimento colmeado, o piso térreo é decorado com pedras emparelhadas, enquanto os andares superiores são rebocados, embora, originalmente, talvez apresentassem grafitos ou pinturas.
O palácio encontra-se ao lado de outros importantes palácios, de diferentes épocas e estilos, o que permite, com um olhar, o confronto das diversas tendências residenciais florentinas ao longo de três séculos: o Palazzo Bartolini Salimbeni, realizado por Baccio da Montelupo em estilo clássico à moda romana, e o severo Palazzo Spini Feroni, com as suas formas do século XIV.

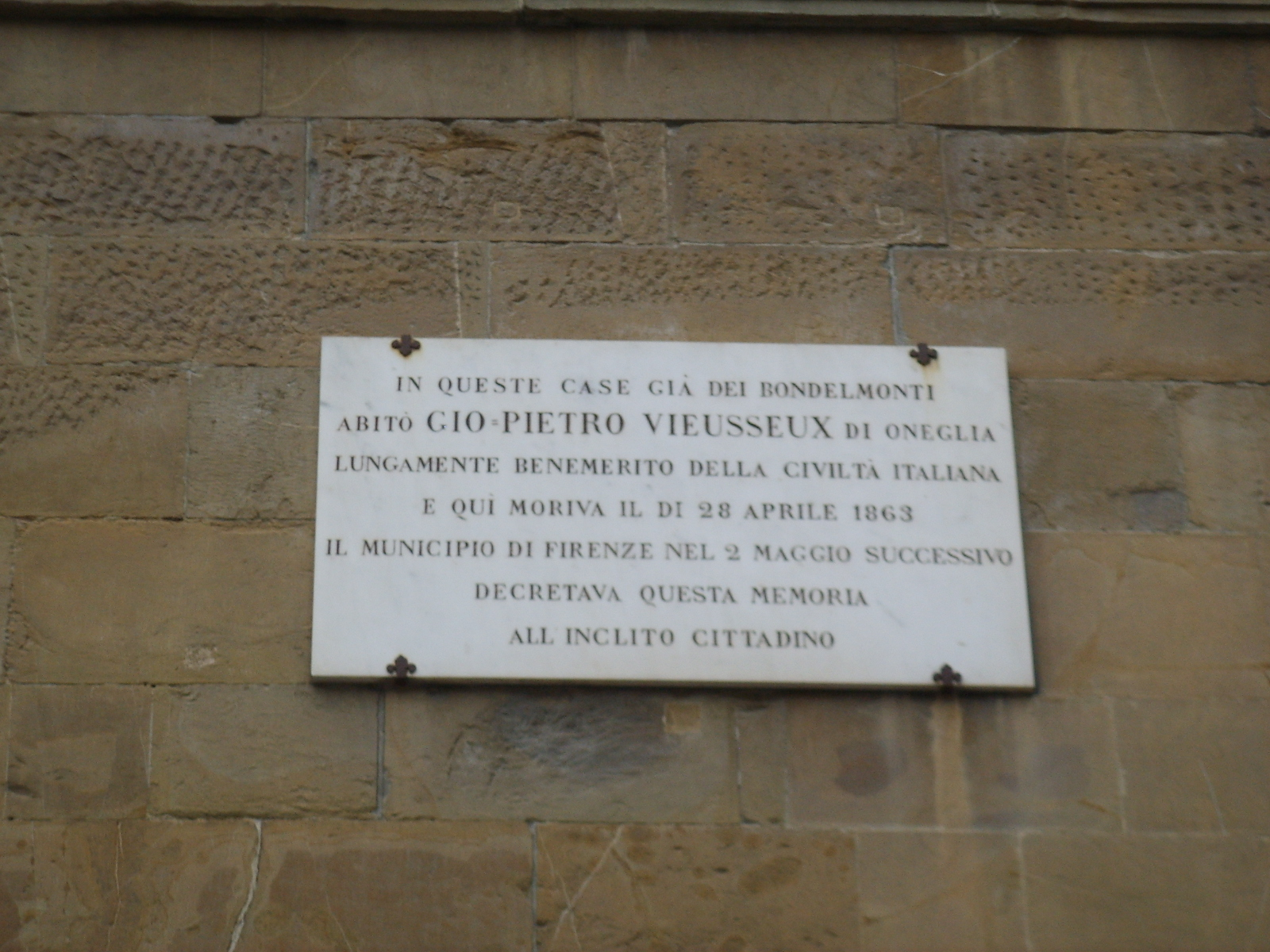
Placa que assinala a passagem de Giovanni Pietro Viesseux pelo palácio

Em 1774, com a extinção da família depois da morte de Francesco Gioacchino Buondelmonti sem herdeiros masculinos, o palácio foi dividido e arrendado pela filha de Francesco.
Em 1820, Gian Pietro Vieusseux abriu aqui o famoso Gabinetto Vieusseux, actualmente instalado no Palazzo Strozzi. Nas salas do Palazzo Buondelmonti tiveram oportunidade de se reunir personalidades italianas e europeias de grande destaque, tais como Giacomo Leopardi, Alessandro Manzoni, Niccolò Tommaseo, Gino Capponi, Alexandre Dumas, Stendhal e muitos outros.
Um restauro do século XX reabriu a loggetta no último andar.